# پروانه کرچک بزرگ
پروانه کرچک بزرگ (نام علمی: Ariadne actisanes) نام یک گونه از تیره فرچه‌پایان است. این پروانه در مناطق جنگلی گابون، نیجریه، جمهوری دموکراتیک کنگو و کامرون زندگی می‌کند.